# П'ядун бузковий
П'ядун бузковий (Apeira syringaria) — нічний метелик родини п'ядуни. Поширений в Європі (окрім півдня) та Північній Азії. Гусениця живиться листям бузку, бирючини, ясена тощо.

## Опис
Невеликий метелик з розмахом крил 2,9 — 4 см. Крила жовтобурі, з фіолетовими та білуватими смугами. Антени самців і самиць пір'їсті. Тіло бурувато-фіолетове.
Зовнішній статевий диморфізм незначний: у самиць більше блідофіолетових плям. У Європі відсутні схожі види. Найближчим генетично є метелик Selidosema plumaria

## Спосіб життя
Імаго з'являються в червні-липні, літають уночі, зокрема летять на світло. Самиця відкладає яйця, з яких виходять гусениці, що зимують. Навесні гусінь сплітає собі на гілці тонкий павутинний кокон, у якому заляльковується. На півдні ареалу імаго можуть з'являтися в травні, а гусінь розвивається за літо. Тоді в серпні-вересні з'являється друге покоління.
Мешкають у листяних лісах, садах. Поширені від рівня моря до 1400-1700 м над р. м. у Піренеях та Альпах.

## Ареал
Північноєвразійський вид. У Європі відомий від півдня центральної Скандинавії та Британських островів до північного сходу Іспанії, півдня Франції, Італії, Балканів. За межами Європи мешкає в Туреччині, на Кавказі, Південному Сибіру, Далекому Сході Росії, Японії.

## Охорона
В Європі, зокрема в Німеччині, відмічений як регіонально зникаючий вид.
В Україні внесений до регіонального списку рідкісних тварин Дніпропетровської області. В Росії внесений до Червоної книги Тюменської області, був включений, але потім вилучений з Червоних книг Ленінградської та Владимирської областей.

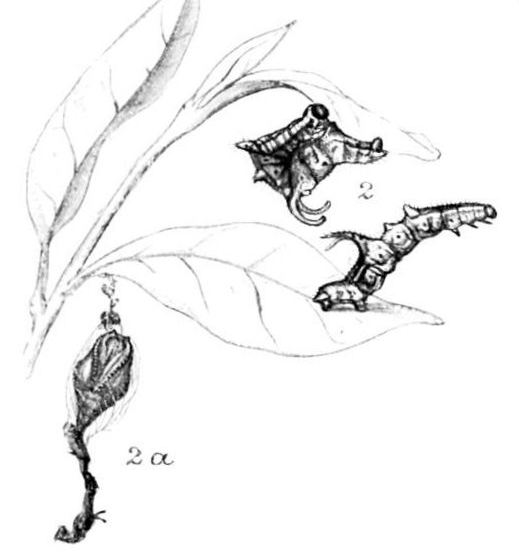
Гусениця та лялечка п'ядуна бузкового